# Wilfried Wolters
Wilfried Wolters (* 5. April 1891 in Meyenburg (Osterstade); † 10. September 1969) war ein deutscher lutherischer Theologe und Landessuperintendent von Celle.

## Leben
Wilfried Wolters wuchs überwiegend in Mulsum auf, wohin sein Vater bald nach der Geburt als Pastor versetzt worden war. Er besuchte das Gymnasium in Stade und studierte Theologie. Im März 1913 legte er die erste theologische Prüfung ab. Am Ersten Weltkrieg nahm er zuletzt als Leutnant der Reserve teil. Er besuchte das Predigerseminar in Kloster Loccum und bestand im September 1919 das zweite theologische Examen. Am 1. November 1919 ordiniert, wurde er Pastor cooperator an der Domkirchengemeinde in Verden, 1920 Hilfsprediger in Sebexen und 1921 Pastor in Wersabe. Zum 1. April 1925 wurde er zum Studiendirektor des Predigerseminars auf der Erichsburg ernannt. Zugleich wurde er in die wissenschaftliche Prüfungskommission der Landeskirche berufen.
Am 1. Juni 1932 trat Wolters sein Amt auf der ersten Pfarrstelle an der St.-Johannis-Kirche in Soltau und als Superintendent des Kirchenkreises Bergen-Soltau an. Als aktives Mitglied der Bekennenden Kirche war er im Mai 1934 Mitunterzeichner der Barmer Theologischen Erklärung und Teilnehmer an den Kirchentagen der Bekennenden Kirche in Ulm und Bad Oeynhausen. Landesbischof August Marahrens berief ihn 1936 auf das neugeschaffene Amt des Landessuperintendenten in Celle, wo er über dreißig Jahre lang wirkte. In dieser Funktion war er zugleich Mitglied des Bischofsrats. 1956 wechselte er unter Aufgabe des Ephoralamts auf die fünfte Pfarrstelle in Soltau. Zum 1. Mai 1959 trat er als Landessuperintendent in den Ruhestand.